# Asia Cup 1999
Der Asia Cup 1999 im Badminton fand vom 10. bis zum 14. November 1999 in Ho-Chi-Minh-Stadt statt. Sieger wurde das Team aus Indonesien.

## Endstand Gruppe A
1. Südkorea
2. Volksrepublik China
3. Indien
4. Vietnam

1) Südkorea gegen Indien
2) China gegen Vietnam
3) China gegen Indien
4) Südkorea gegen Vietnam
5) China gegen Südkorea
6) Indien gegen Vietnam

## Endstand Gruppe B
1. Indonesien
2. Malaysia
3. Thailand
4. Chinesisch Taipeh

1) Malaysia gegen Thailand
2) Indonesien gegen Taiwan
3) Malaysia gegen Taiwan
4) Indonesien gegen Thailand
5) Malaysia gegen Indonesien
6) Taiwan gegen Thailand